# Gerald Schoenewolf
Gerald Frederick Schoenewolf (23 de septiembre de 1941) es un psicoanalista estadounidense conocido por su teoría psicoanalítica neoclásica en un momento en que el psicoanálisis comenzó a estar muy influenciado por la ideología liberal. Es autor de 13 libros sobre psicoanálisis y psicoterapia, una traducción de la filosofía china, así como cuatro novelas y una colección de poemas e ilustraciones. También produjo, escribió y dirigió dos largometrajes y una colección de poemas de canciones en video.

## Biografía
Schoenewolf es hijo de Harold Frederick Schoenewolf y Minna Henrietta Joseph, nacido en Fredericksburg, Texas, el 23 de septiembre de 1941. Era el tercero de cuatro hijos. Después de graduarse de la escuela secundaria en Kerrville, Texas en 1960, asistió a la Universidad del Norte de Texas durante un año y luego se mudó a Nueva York. Laboró en varios trabajos, desde mecanografía hasta arte gráfico y redacción de textos publicitarios, mientras perseguía carreras de actuación y dramaturgia. Completó su licenciatura en el Goddard College en Vermont (1975), una maestría en filosofía de la Universidad Estatal de California, Dominguez Hills (1978) y un doctorado en The Union Institute & University en Cincinnati (1981). Recibió un Certificado en Psicoanálisis del Washington Square Institute en Nueva York (1981) y comenzó a ejercer como psicoterapeuta en 1979. Ha sido profesor adjunto en el Borough of Manhattan Community College desde 2002. Se casó tres veces, los dos primeros matrimonios terminaron en divorcio. Se casó con su actual esposa, Julia, en 2007 y vive con ella en Bushkill, Pensilvania.

## Carrera
Su primer libro, 101 Common Therapeutic Blunders: Countertransference and Counterresistance in Psychotherapy (1987) (101 errores terapéuticos comunes: contratransferencia y contraresistencia en psicoterapia), fue escrito con su mentor Richard C. Robertiello, MD, y fue un bestseller instantáneo de psicoterapia. Posteriormente se le conoció como un psicoanalista neoclásico y defensor de las teorías freudianas, y fue ampliamente rechazado por la comunidad psicoanalítica cuando las teorías de Sigmund Freud fueron atacadas por feministas y otros. Durante su tiempo como asesor de la Asociación Nacional de Investigación y Terapia de la Homosexualidad (NARTH por sus siglas en inglés), fue criticado por Southern Poverty Law Center (SPLC por sus siglas en inglés) por crear un artículo para NARTH en el que sugirió que los esclavos africanos vendidos a los Estados Unidos por los traficantes de esclavos africanos pueden haber estado mejor en América. En dos de sus libros, The Art of Hating (1991) y Psychoanalytic Centrism: Collected Papers of a Neoclassical Psychoanalyst (2012) (Centrismo psicoanalítico: Papeles recogidos de un psicoanalista neoclásico), desarrolló su teoría del narcisismo de género, en la que especuló que muchos hombres y mujeres sufren de un tipo de narcisismo arraigado en sentimientos inconscientes de inferioridad sobre su género que los lleva a a veces se vuelven demasiado orgullosos y obsesivos al respecto. En este último trabajo, también introdujo la teoría del Trauma de la muerte, que se produce en la infancia cuando un individuo se da cuenta por primera vez de la mortalidad. Esta conciencia puede afectar la formación de la personalidad. Más tarde su carrera comenzó a ramificarse, escribiendo novelas, poemas y guiones (cuatro de los cuales ganaron premios en festivales de cine), haciendo dos largometrajes y una colección de poemas de canciones en video (18 Video Song Poems)(2013).

## Obras
- 101 Common Therapeutic Blunders: Countertransference and Counterresistance in Psychotherapy (101 errores terapéuticos comunes: contratransferencia y contraresistencia en psicoterapia) con Richard C. Robertielo, 1987.
- 101 Therapeutic Successes: Overcoming Transference and Resistance in Psychotherapy (101 éxitos terapéuticos: superar la transferencia y la resistencia en psicoterapia) (1989).
- Sexual Animosity between Men and Woman (Animosidad sexual entre hombres y mujeres) (1989).
- Turning Points in Analytic Therapy, The Classic Cases (Puntos de inflexión en la terapia analítica, los casos clásicos) (1990).
- Turning Points in Analytic Therapy, from Winnicott to Kernberg (Puntos de inflexión en terapia analítica, de Winnicott a Kernberg) (1991).
- The Art of Hating (El arte de odiar) (Jason Aronson, 1991).
- Jennifer and Her Selves (Jennifer y su yo) (1992).
- Countertransference: The Therapist’s Interference with the Therapeutic Process (Contratransferencia: la interferencia del terapeuta con el proceso terapéutico) (1993).
- The Couple’s Guide to Erotic Games (La guía de la pareja para juegos eróticos) (1994).
- The Couple Who Fell in Hate and Other Tales of Eclectic Psychotherapy (La pareja que cayó en odio y otros cuentos de psicoterapia ecléctica) (1996).
- The Dictionary of Dream Interpretation (El Diccionario de interpretación de los sueños) (1997).
- The Way According to Lao Tzu, Chuang Tzu and Seng Tsan (El camino según Lao Tzu, Chuang Tzu y Seng Tsan) (1999).
- Psychotherapy with People in the Arts (Psicoterapia con personas en las artes) (2001)
- 111 Common Therapeutic Blunders, Revised Edition (111 errores comunes terapéuticos, edición revisada) (2005).
- A Way You'll Never Be (Una situación en la que nunca estarás) (novela, 2009).
- Holding On and Letting Go: Poems and Drawings (Aferrarse y dejar ir: Poemas y dibujos) (novela, 2009)
- Sujetar y soltar": Poemas y Dibujos) (2009).
- An Ordinary Lunacy (Una locura ordinaria) (novela, 2010)
- Scenes from a Man's Life (Escenas de la vida de un hombre) (novela, 2010).
- Psychoanalytic Centrism: Collected Papers of a Neoclassical Psychoanalyst (Centrismo psicoanalítico: trabajos recogidos de un psicoanalista neoclásico) (2012).
- 76 Typical Therapy Mistakes: A Workbook for Psychotherapists (76 Errores típicos de terapia: un libro de trabajo para psicoterapeutas) (2013).